# Kampen om himmelrummet
Kampen om himmelrummet (russisk: Дорога к звёздам, translit.: Doroga k zvjozdam, da.: Vejen til stjernerne) er en sovjetisk spillefilm fra 1957 instrueret af Pavel Klusjantsev. Filmen anvender elementer af populærvidenskab og science fiction i sin beskrivelse af udviklingen af rumrejser. 
Filmen var banebrydende for sin brug af special effects, der var flere år før sin tid.  

## Handling
Filmens første halvdel lægger vægt på en populærvidenskabelig gennemgang af historien og udviklingen indenfor rumfart med vægt på beskrivelse af den sovjetiske raketforsker og rumfartspionéer Konstantin Tsiolkovskijs liv og forskning indenfor raketvidenskab, ballistik og rumfart. I gennemgang omtales også bidragene fra Max Valier (en) og Robert Goddard.
Den anden halvdel af filmen er spekulativ, og indeholder en række scener, der viser bemandet rumfart (fire år inden Jurij Gagarins første tur i rummet), en stor rumstation, der skildres detaljeret, og den første person på Månen (12 før Apollo 11 fragtede mennesker til Månens overflade), ligesom filmen skildrer menneskets kolonisering af Månen.

## Medvirkende
- Georgij Solovjov som Konstantin Tsiolkovskij

## Special effects
Filmen er kendt for sine special effects, der viser genstande i vægtløs tilstand samt en roterende rumstation mere end 10 år inden Stanley Kubricks berømmede science fiction-film 2001: A Space Odyssey.

## Modtagelse og eftermæle
Filmen fik en positiv modtagelse af kritikere og publikum, også udenfor Sovjetunionen. 
Filmen modtog i 1958 2. prisen ved sovjetiske filmfestival i Moskva og bronzemedaljen ved den internationale Filmfestival for videnskabelige og tekniske film i Beograd i Jugoslavien.
Filmen blev vist på amerikansk fjernsyn af netværket CBS, ligesom den blev vist i flere europæiske lande, herunder i Danmark, hvor den havde premiere den 6 marts 1959.. Filmen havde dansk premiere  
Kampen om himmelrummet anses at have været en væsentlig inspiration til Stanley Kubricks filmteknikker til optagelserne af 2001: A Space Odyssey (1968), særlig med filmens præcise beskrivelse af vægtløshed og den roterende rumstation. Encyclopedia Astronautica beskriver nogle scener fra 2001 som et "skud-for-skud kopi af Kampen om himmelrummet". Sammenligning mellem optagelserne af de enkelte scener er analyseret af filmskaberen Alessandro Cima. I en artikel fra 1994 i American Cinematographer er anført: "Da Stanley Kubrick skabte 2001: a Space Odyssey i 1968, hævdede han at have været den første der havde "fløjet" skuespillere/astronauter ophængt med wirere med kameraet på jorden optagende vertikalt", men konstaterer, at Klusjantsev havde benyttet samme teknik før Kubrik.